# Rottnen, Värmland
Rottnen är en sjö i Sunne kommun i Värmland och ingår i Göta älvs huvudavrinningsområde. Sjön är 49,5 meter djup, har en yta på 15,4 kvadratkilometer och befinner sig 106 meter över havet. Sjön avvattnas av vattendraget Rottnan.
Sjön sträcker sig cirka 15 kilometer i nord-sydlig riktning. Rottnens sprickdal är av riksintresse för naturvård och hyser en egen storvuxen stam av öring kallad "rottnaöring". De största tillflödena är: Rottnan, Borrälven och Bratta älv och den avvattnas genom Rottnan. Sjön tillhör Norsälvens avrinningsområde.
Hertigen av Värmland, Prins Carl Philip, har ett fritidshus i södra änden av sjön.

## Delavrinningsområde
Rottnen ingår i delavrinningsområde (663727-134281) som SMHI kallar för Utloppet av Rottnen. Medelhöjden är 190 meter över havet och ytan är 81,74 kvadratkilometer. Räknas de 37 avrinningsområdena uppströms in blir den ackumulerade arean 937,5 kvadratkilometer. Rottnan som avvattnar avrinningsområdet har biflödesordning 3, vilket innebär att vattnet flödar genom totalt 3 vattendrag innan det når havet efter 324 kilometer. Avrinningsområdet består mestadels av skog (58 procent). Avrinningsområdet har 15,97 kvadratkilometer vattenytor vilket ger det en sjöprocent på 19,5 procent.